# Ozyptila confluens
Ozyptila confluens (лат.) — вид пауков семейства Пауки-бокоходы (Thomisidae). Встречается в Палеарктике (Южная Европа, Сирия). Длина тела около 5мм. Основная окраска коричневая с примесью белых и жёлтых отметин (просома красновато-коричневая; опистосома сверху беловато-коричневая). 
Голени первой пары ног вентрально с двумя парами шипов; волоски заострённые или булавовидные. Педипальпы самцов с тегулярным апофизом, эпигинум с чехлом. Первые две пары ног развернуты передними поверхностями вверх, заметно длиннее ног третьей и четвёртой пар. Паутину не плетут, жертву ловят своими видоизменёнными передними ногами.